# Phaulula indica
Phaulula indica är en insektsart som först beskrevs av Brunner von Wattenwyl 1891.  Phaulula indica ingår i släktet Phaulula och familjen vårtbitare. Inga underarter finns listade i Catalogue of Life.